# Ugo Pignotti
Ugo Pignotti (Florencia, 19 de noviembre de 1898-Roma, 7 de enero de 1989) fue un deportista italiano que compitió en esgrima, especialista en las modalidades de florete y sable.
Participó en dos Juegos Olímpicos de Verano en los años 1928 y 1932, obteniendo en total tres medallas, oro en Ámsterdam 1928 y dos platas en Los Ángeles 1932. Ganó cinco medallas en el Campeonato Mundial de Esgrima entre los años 1926 y 1931.

## Palmarés internacional
| Juegos Olímpicos   | Juegos Olímpicos             | Juegos Olímpicos  | Juegos Olímpicos    |
| Año                | Lugar                        | Medalla           | Prueba              |
| ------------------ | ---------------------------- | ----------------- | ------------------- |
| 1928               | Ámsterdam (Países Bajos)     | Medalla de oro    | Florete por equipos |
| 1932               | Los Ángeles (Estados Unidos) | Medalla de plata  | Florete por equipos |
| 1932               | Los Ángeles (Estados Unidos) | Medalla de plata  | Sable por equipos   |
| Campeonato Mundial |                              |                   |                     |
| Año                | Lugar                        | Medalla           | Prueba              |
| 1926               | Budapest (Hungría)           | Medalla de bronce | Florete individual  |
| 1929               | Nápoles (Italia)             | Medalla de oro    | Florete por equipos |
| 1930               | Lieja (Bélgica)              | Medalla de oro    | Florete por equipos |
| 1931               | Viena (Austria)              | Medalla de oro    | Florete por equipos |
| 1931               | Viena (Austria)              | Medalla de plata  | Sable por equipos   |